# 布施左京亮
布施 左京亮（ふせ さきょうのすけ、生没年不詳）は、安土桃山時代から江戸時代初期にかけての武将。右京亮とも。

## 略歴
大和の地侍。
畠山尾州家の家臣に大和衆としてその名が見受けられる。畠山貞政に従っていたとされ、紀州征伐ののち豊臣家に降伏した。
豊臣秀長が大和へ入国すると家臣になった。文禄4年（1595年）豊臣秀保にに大和の一部の所領を安堵される。
慶長5年（1600年）関ヶ原の戦いで西軍に属し浪人となった。
大坂の陣が始まると大坂城に入り、大野治房隊の所属となった。
樫井の戦いでは塙直之らと共に戦っている。その後消息不明となる。